# فرآیند ترابازشناختی
فر آیند ترابازشناختی (به انگلیسی Transdiagnostic) یا فراتشخیصی در روان‌شناسی بالینی سازوکارهای روانشناختی پیشنهاد شده‌ای هستند که درمیان چندین اختلال مشترک هستند و گروهی از اختلات روانی را به یکدیگر مربوط می‌کنند. در این مدل توجهٔ ویژه از روی بازشناختار یا تشخیص برداشته شده و بر نشانگان مشترک در اختلال‌ها نهاده می‌شود.

## پیش زمینه
در دهه‌های ۸۰ و ۹۰ قرن بیستم میلادی توجه پژوهندگان به نقاط مشترک در اختلات روانی جلب شد. پژوهش‌ها به صورت پیاپی نشان می‌داند که اختلات روانی در برخی از نشانه و فرایندهای زیر بنایی ذهنی با هم مشترک هستند. این پیشرفت تکهٔ همیشگی بالنیگران را به مدل‌های دسته‌بندی کننده مانند DSM و مفهوم اختلال را به چالش کشید. طولی نکشید که اولین مدل‌های درمانی با تکیه بر فرایندهای تراباشناختی ایجاد و شواهد بالینی آن اثبات شد. از اولین مدل‌های ترابازشناختی می‌توان به «مدل پردازش هیجانی» و «مدل شناخت اجتماعی» اشاره کرد.

## درمان‌های ترابازشناختی
رویکردهای رواندرمانی ترابازشناختی به بررسی فرایندهای بیماری و کارندهای پویایی می‌پردازند که در زمینهٔ اختلالات روانی مختلف وجود دارند. این روش با شناسایی سازوکارهای مختلف شناختی، هیجانی و رفتاری، که به سلامت روان افراد کمک می‌کند سعی بر این تا به جای اختلال به صورت کل بر نشانه‌های بیماری روانی تمرکز کند.

## شیوه نامه‌های یکپارچه
شیوه نامه‌های یکپارچه (Unified Protocols) یا UPها در رواندرمانی ترابازشناختی، به چارچوب‌های درمانی ساختارمندی گفته می‌شود که به مجموعه ای از اختلالت مشابه پرداخته و فرایندهای زیربنایی مشترک در آنها را آماج مداخلهٔ درمانی قرار می‌دهد. در دهه‌های اخیر سیلی از شواهدمبتنی بر اثربخشی آنها در پژوهش‌های روان‌شناسی بالینی به‌دست آمده است.